# Ialovîi Okip, Lîpova Dolîna
Ialovîi Okip (în ucraineană Яловий Окіп) este un sat în comuna Berestivka din raionul Lîpova Dolîna, regiunea Sumî, Ucraina.

## Demografie
Componența lingvistică a localității Ialovîi Okip
     Ucraineană (100%)
Conform recensământului din 2001, toată populația localității Ialovîi Okip era vorbitoare de ucraineană (100%).